# Жерар Филип
Жерар Филип (фр. Gérard Philipe; Кан, 4. децембар 1922 – 25. новембар 1959) био је истакнути француски глумац који се у периоду од 1944. до 1959. године појавио у 34 филма. Све до своје преране смрти био је једна од главних звијезда послијератног периода. Његов лик остао је упамћен као младалачки и романтичан, због чега је постао једна од икона француске кинематографије.

## Живот и каријера

### Младост
Рођен као Жерар Албер Филип (Gérard Albert Philip) у Кану у добростојећој породици, Жерар је једном четвртином имао чешко поријекло преко баке са мајчине стране. Његов отац, Марсел Филип (1893–1973), био је адвокат у Кану; мајка му је била Марија Елиса „Миноу” Филип, рођена Вилет (1894-1970). По мајчином савјету, Жерар је 1944. године промијенио презиме из Philip у Philipe. 
Као тинејџер, Филип је ишао на часове глуме прије него што је отишао у Париз да студира на Конзерваторијуму драмске умјетности. 

### Први филмови
Филип је свој филмски првенац имао у филму Les Petites du quai aux fleurs (1943), режисера Марка Алегрета, у улози за коју није кредитован. 
Имао је мању улогу у филму Box of Dreams (1945), а послије тога је био трећи најплаћенији глумац у филму Land Without Stars (1946), након Жани Олт и Пјера Брасера; филм је написао и режирао Жорж Лакомб.
Када је имао 19 година, дебитовао је у позоришту у Ници; а сљедеће године његов одличан наступ у представи Албера Камија Калигула донио му је добру репутацију.

### Слава
Филип је имао главну улогу у филму Идиот (1946), адаптацији романа Фјодора Достојевског, где је глумила Едвиж Фејер а режисер је био Жоржа Лампин. То дело је приказивано и у другим земљама и успоставило је Филипа као водећег глумца. Он је глумео у Ouvert pour cause d'inventaire (1946), кратком филму који је био рани рад за Алена Ренеа.
Жерар је позван је да ради са Јавним националним театром (T.N.P.) у Паризу и Авињону, чији је фестивал, који је 1947. основао Жан Вилар, најстарији и најпознатији у Француској.
Филип је стекао славу захваљујући свом наступу у филму Ђаво у телу Клода Отан-Лара (1947), заједно са Мишелин Пресл. То дело је остварило огроман успех на благајни. Он је наставио је да глуми у филму La Chartreuse de Parme (1948) редитеља Кристијана Жака, који је био популарнији чак и од Ђавола у телу. Пратио га је са Таквом лепом малом плажом (1949) за Ивес Алегрет; Сви путеви воде у Рим (1949), поновни сусрет са Прелом, за Жана Бојеа; и Лепотица и ђаво (1950) за Рене Клемана.
Филип је био у Juliette, or Key of Dreams (1951) са Сузаном Клотје за Марсела Карна; The Seven Deadly Sins (1952), антологијски филм свих звезда; и Fan Fan the Tulip (1953), луда авантура са Ђином Лолобриђидом за Христјана-Жака која је била веома популарна. Био је у Beauties of the Night (1952), поново са Лолобриђидом, и Мартин Кaрол, у режији Клерa; Поносни и лепи (1953) са Мишел Морган; још две антологије свих звезда: Десило се у парку (1953) и Краљевскe afere у Версају (1954). Затим је урадио Црвенo и црнo (1954) са Данијелом Дарје и имао је велики успех са Великим маневром (1955) за Ренеа Kлeра, са Морганом у главној улози.
Филип је урадио Најбољу улогу (1956) за Ив Алегре и био је једна од многих звезда у филму If Paris Were Told to Us (1956). Он је написао, режирао и глумио у Bold Adventure (1956), комични авантуристички филм. Глумио је у Љубавницима Париза (1957) за Жилијена Дививијеа и Montparnasse 19 (1958) за Жака Бекера. Био је једна од многих звезда у филму Life Together (1958) и најбоље наплаћен у The Gambler (1958).
Године 1958. одлази у Њујорк и наступа на Бродвеју у свефранцуским Lorenzaccio и Le Cid. Филип је играо Валмонта у модерној верзији Роже Вадимовог Les liaisons dangereuses (1959), појављујући се заједно са Жаном Моро.
Његов последњи филм је био Fever Mounts at El Pao (1960) за Луиса Буњуела.

### Смрт
Жерар Филип је преминуо од хепатоцелуларног карцинома док је радио на пројекту за филм у Паризу, неколико дана прије његовог 37. рођендана. По његовим посљедњим жељама, сахрањен је, обучен у костим Дон Родрига на сеоском гробљу у Раматољу, у департману Вар, недалеко од обале Средоземног мора.

### Почасти
Године 1961, његов портрет се појавио на француској комеморативној поштанској марки.
По њему је названо „Театар Жерар Филип“ у Паризу. Од 1962. до 2000. године, град Париз је скоро сваке године додељивао „Гран при Жерара Филипа де ла Вил де Париз“ за најбољу глумицу или најбољег глумца у париском позоришту. Добитници награда били су Жерар Депардје, Данијел Отеј, Марија де Медејрос и Изабел Каре.
Постоји и филмски фестивал назван у његову част, као и низ позоришта и школа (као што је Колеџ Жерар Филип – Коголин) у различитим деловима Француске. По њему је назван културни центар у Берлину.

## Филмографија

### Глума
| Година | Оригиналан назив                 |
| ------ | -------------------------------- |
| 1944   | Les Petites du quai aux fleurs   |
| 1945   | La boîte aux rêves               |
| 1946   | Le pays sans étoiles             |
| 1946   | L'idiot                          |
| 1946   | Ouvert pour cause d'inventaire   |
| 1947   | Le diable au corps               |
| 1948   | La Chartreuse de Parme           |
| 1949   | Une si jolie petite plage        |
| 1949   | Tous les chemins mènent à Rome   |
| 1950   | La Beauté du diable              |
| 1950   | La Ronde                         |
| 1950   | Souvenirs perdus                 |
| 1951   | Juliette ou La clef des songes   |
| 1951   | Saint-Louis, ange de la paix     |
| 1952   | Les Sept péchés capitaux         |
| 1952   | Fanfan la Tulipe                 |
| 1952   | Les Belles de nuit               |
| 1953   | Les Orgueilleux                  |
| 1953   | Villa Borghese                   |
| 1954   | Versailles m'était conté         |
| 1954   | Monsieur Ripois                  |
| 1954   | Le Rouge et le Noir              |
| 1955   | Les Grandes Manœuvres            |
| 1955   | La Meilleure Part                |
| 1956   | Si Paris nous était conté        |
| 1956   | Les Aventures de Till L'Espiègle |
| 1956   | Sur les rivages de l'ambre       |
| 1957   | Pot-Bouille                      |
| 1958   | Montparnasse 19                  |
| 1958   | La Vie à deux                    |
| 1958   | Le Joueur                        |
| 1959   | Les Liaisons dangereuses         |
| 1959   | La Fièvre Monte à El Pao         |

### Глас
- Le Petit Prince (1954)
- La Vie de W.-A. Mozart - racontée aux enfants (1954)
- Pierre et le Loup ( Пећа и вук Сергеја Прокофјева) са Симфонијским оркестром СССР-а (1956)

### Библиографије
- Marie-Thérèse Serrière, Le T.N.P. et nous, Librairie José Corti, 1959 ;
- Anne Philipe, Claude Roy, Souvenirs (biographie), 1960 ;
- Paul Giannoli, La vie inspirée de Gérard Philipe, Éditions Plon, 1960 ;
- Henri Pichette, Tombeau de Gérard Philipe, Gallimard, 1961 ;
- Maurice Périsset, Gérard Philipe ou la jeunesse du monde, Au fil d'Ariane, 1964 ;
- Anne Philipe, Le Temps d’un soupir, Julliard, 1964 ;
- Monique Chapelle, Gérard Philipe, notre éternelle jeunesse, Robert Laffont, 1965 ;
- Georges Sadoul, Gérard Philipe, Seghers, 1967 ;
- Urbain Jacques, Il y a dix ans, Gérard Philipe, La Thiele, 1969 ;
- Pierre Leprohon, Gérard Philipe, Anthologie du Cinéma, 1971 ;
- Georges Sadoul, Gérard Philipe, Lherminier Éditeur, 1979 ;
- Maurice Périsset, Gérard Philipe, éditions Alain Lefevre, 1979 ; rééd. Éditions de la Seine, 1994 ;
- Philippe Durant, Gérard Philipe, Éditions PAC, 1983 ;
- Pierre Cadars, Gérard Philipe, Henry Veyrier, 1984 ;
- Dominique Nores, Gérard Philipe qui êtes-vous ?, Éditions de la manufacture, 1989 ;
- Pierre Cadars, Gérard Philipe, Ramsay Poche, 1990 ;
- Gérard Bonal, Gérard Philipe, biographie, Seuil, 1994 ; rééd. 2009 ;
- Gisèle et Jean Boissieu, Avignon : nos années Vilar, Autres Temps, 1994 ;
- Jean-François Josselin, Gérard Philipe, Le Prince d'Avignon, Arte, 1996 ;
- Martine Le Coz, Le Dictionnaire de Gérard Philipe, L'Harmattant, 1996 ;
- Gérard Bonal, Gérard Philipe, l'album, Seuil / Jazz Éditions, 1999 ;
- Mango Jeunesse, Gérard Philipe, L'œil et le mot, 2003 ;
- Gérard Bonal, Gérard Philipe, un acteur dans son temps, Bibliothèque nationale de France, 2003 ;
- Michel Quint, Et mon mal est délicieux (roman), Joëlle Losfeld, 2003 ;
- Jean Vilar, Gérard Philipe, J'imagine mal la victoire sans toi, Association Jean Vilar, 2004 ;
- Olivier Barrot, L'Ami posthume, Gérard Philipe 1922-1959, Grasset et Fasquelle, 2008 ;
- Gérard Philipe, Anne Philipe, Georges Perros, Correspondance 1946-1978, Finitude, 2008 ;
- Michelangelo Capua, Gérard Philipe, Edizioni Falsopiano, 2008 ;
- Christel Givelet, Gérard Philipe, le murmure d'un ange, Paris, 2009.
- Jean Vilar, Gérard Philipe, J'imagine mal la victoire sans toi. 2019. ISBN 978-2-490198-12-2., TriArtis Editions, coll. Scènes intempestives à Grignan, en partenariat avec la Maison Jean Vilar d'Avignon, Paris
- Jérôme Garcin, Le Dernier Hiver du Cid, Gallimard, 2019, 208 p.